# هترومتروس سوآمردامی
هترومتروس سوآمردامی(نام علمی: Heterometrus swammerdami) نام یک گونه از راسته کژدم است.